# Chororó-do-rio-branco
Formigueiro-do-rio-branco ou chororó-do-rio-branco (Cercomacra carbonaria) é uma espécie de ave da família Thamnophilidae.
Pode ser encontrada nos seguintes países: Brasil e Guiana.
Os seus habitats naturais são: florestas subtropicais ou tropicais húmidas de baixa altitude e matagal húmido tropical ou subtropical.
Está ameaçada por perda de habitat.